# Louis-Joseph Maurin
Louis-Joseph Maurin (15 de fevereiro de 1859 - 16 de novembro de 1936) foi um cardeal católico romano e arcebispo de Lyon .

## Biografia
Maurin foi ordenado sacerdote em 8 de abril de 1882 em Roma . Ele fez trabalho pastoral na diocese de Marselha de 1882 até 1911. Em 1 de setembro de 1911, o Papa Pio X nomeou-o bispo de Grenoble, sendo consagrado por Pierre Andrieu em outubro daquele ano.
Ele permaneceu em Grenoble até o Papa Bento XV nomeou-o arcebispo de Lyon em 1 de dezembro de 1916. Três dias depois, ele foi criado e proclamado Cardeal-Sacerdote da SS. Trinità al Monte Pincio . O cardeal Maurin votou no conclave de 1922 que elegeu o papa Pio XI.
Ele morreu no cargo em 16 de novembro de 1936.